# Patrick Beegan
Patrick Beegan (26 mai 1895 - 2 février 1958) est un homme politique irlandais du Fianna Fáil.

## Biographie
Il est né dans la ville d'Oatfield, Cappataggle, comté de Galway, de John Beegan, un berger, et de Mary Stephenson.
Il est élu pour la première fois au Dáil Éireann lors des élections générales de 1932 lorsque le Fianna Fáil arrive au pouvoir. Il est réélu pour diverses circonscriptions de Galway à neuf reprises. En 1951, il est nommé au poste de Secrétaire d'État du ministre des Finances dans le gouvernement d'Éamon de Valera. Il a occupé ce poste jusqu'en 1954, mais a été renommé en 1957 lorsque Fianna Fáil est revenu au pouvoir.
Beegan a occupé ce poste jusqu'à sa mort subite le 2 février 1958.